# Stellan Brynell
Stellan Brynell, född 1962, är en svensk stormästare i schack som vann SM i schack 2005. De senaste åren har han ofta varit lagledare för de svenska deltagarna vid internationella lagmästerskap och ungdomstävlingar. Han representerar schackklubben Limhamns SK. Han är även utbildad civilingenjör.